# Kopsis-Gletscher
Der Kopsis-Gletscher (bulgarisch ледник Копсис lednik Kopsis) ist ein 13 km langer und 4 km breiter Gletscher im westantarktischen Ellsworthland. Er liegt auf der Ostseite des nordzentralen Teils der Sentinel Range im Ellsworthgebirge, fließt vom Panicheri Gap, sowie in den Maglenik Heights vom Voysil Peak und vom Mount Gozur in nordöstlicher Richtung und mündet nordwestlich des Mirovyane Peak in den Embree-Gletscher.
US-amerikanische Wissenschaftler kartierten ihn 1988. Die bulgarische Kommission für Antarktische Geographische Namen benannte ihn 2011 nach der mittelalterlichen Stadt Kopsis im Zentrum Bulgariens.